# Novodnistrovsk
Novodnistrovsk (tiếng Ukraina: Новодністровськ) là một thành phố của Ukraina. Thành phố này thuộc tỉnh Chernivtsi. Thành phố này có diện tích ? km2, dân số theo điều tra dân số năm 2024 là 10200 người.